# Liga Nacional de Karate do Brasil
A Liga Nacional de Karate do Brasil - LNKB, ou simplesmente LNK, é uma organização relacionada a todos os segmentos do karate: o karate esportivo, o karate marcial e o karate profissional, no Brasil.
Foi fundada no ano de 2009, e tem 15 federações estaduais que lhe são filiadas, as quais são responsáveis por representar a LNK em seus respectivos estados. Sua sede está localizada em Palmas, Tocantins.
A entidade é regulamentadora oficial do esporte no Brasil, e é responsável pela convocação dos representantes do país em competições internacionais.